# Tal der Schmetterlinge

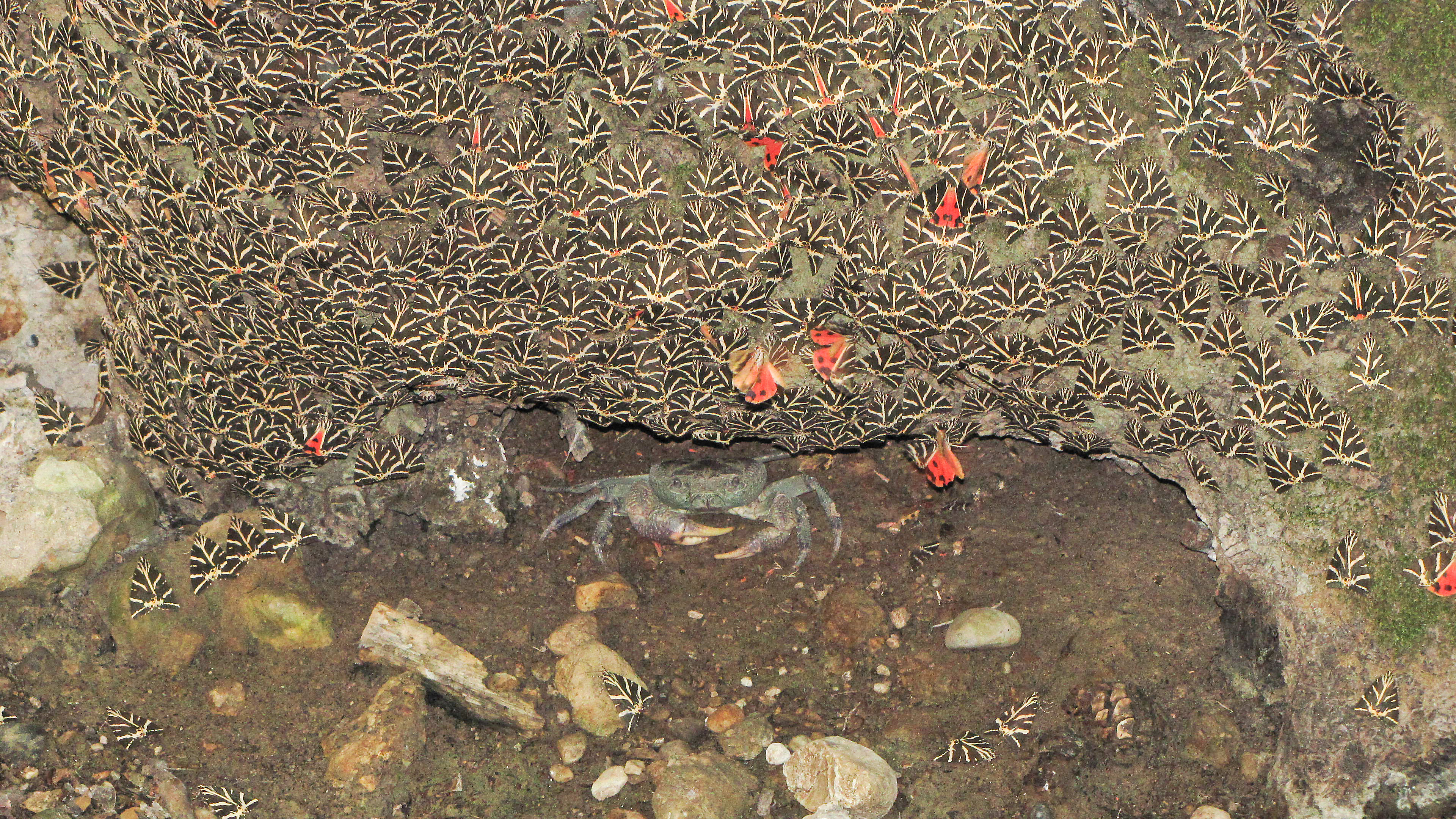
Bis zu 1000 Schmetterlinge sind auf 1 m³ zu finden

Das Tal der Schmetterlinge (griechisch Κοιλάδα των Πεταλούδων Kilada ton Petaloudon) befindet sich im Nordwesten der griechischen Insel Rhodos.
Das Tal kann an drei Stationen gegen Eintritt zur Besichtigung betreten werden. Der Talgrund ist über abgesperrte Wege, Holzstege und Treppen bequem begehbar. In diesem Tal ist die endemische Unterart (Callimorpha quadripunctaria rhodosensis) des Russischen Bären in großer Zahl anzutreffen. Grund dafür ist, dass dieses Tal von einem bedeutenden Vorkommen des Orientalischen Amberbaums (Liquidambar orientalis) besiedelt wird, dessen Harzgeruch die Schmetterlinge anzieht. Erst auf den zweiten Blick erkennt man die Felsen und Stämme bedeckenden ruhenden Schmetterlingsschwärme. Trotz der vorhandenen Massen wird ein Rückgang der Bärenspinnerpopulation beobachtet, was auf die Störungen durch Touristen zurückgeführt wird. Die Schmetterlinge sind mit Ausnahme der Mittagszeit von Mitte Juni bis September aktiv. Die im flachen Wasser lebenden Krabben ernähren sich von den Schmetterlingen.

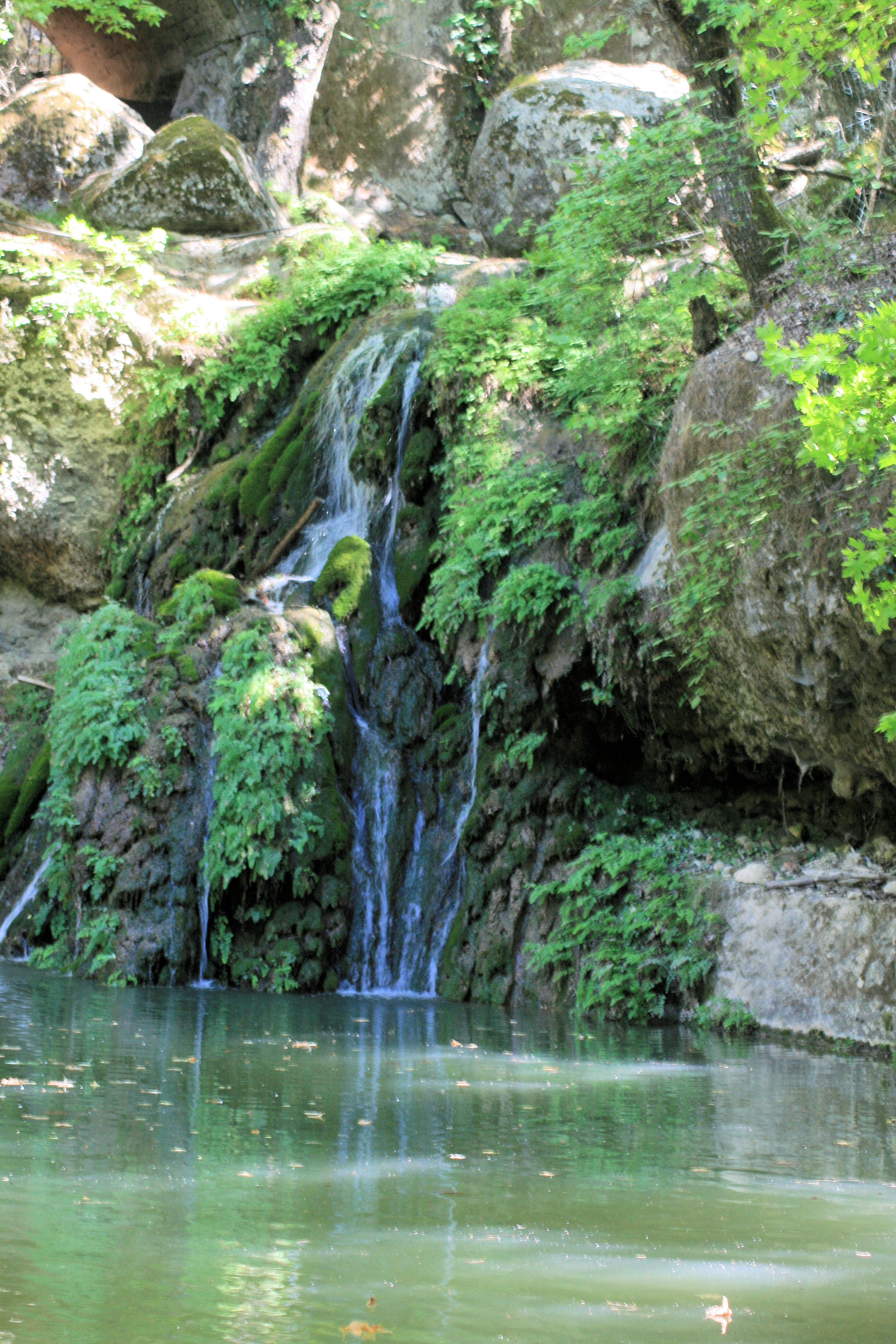
Der Bachlauf
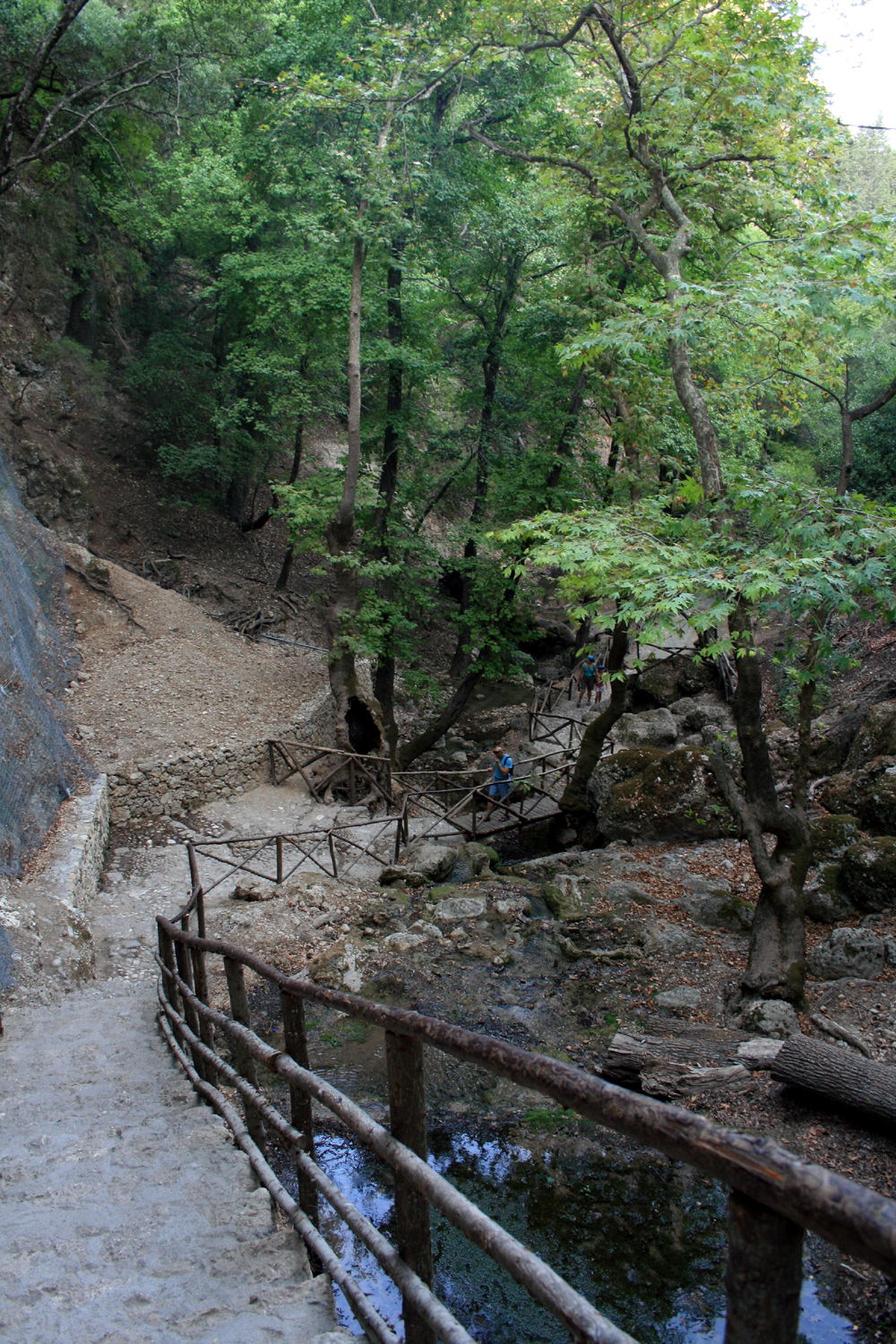
Der Wanderweg
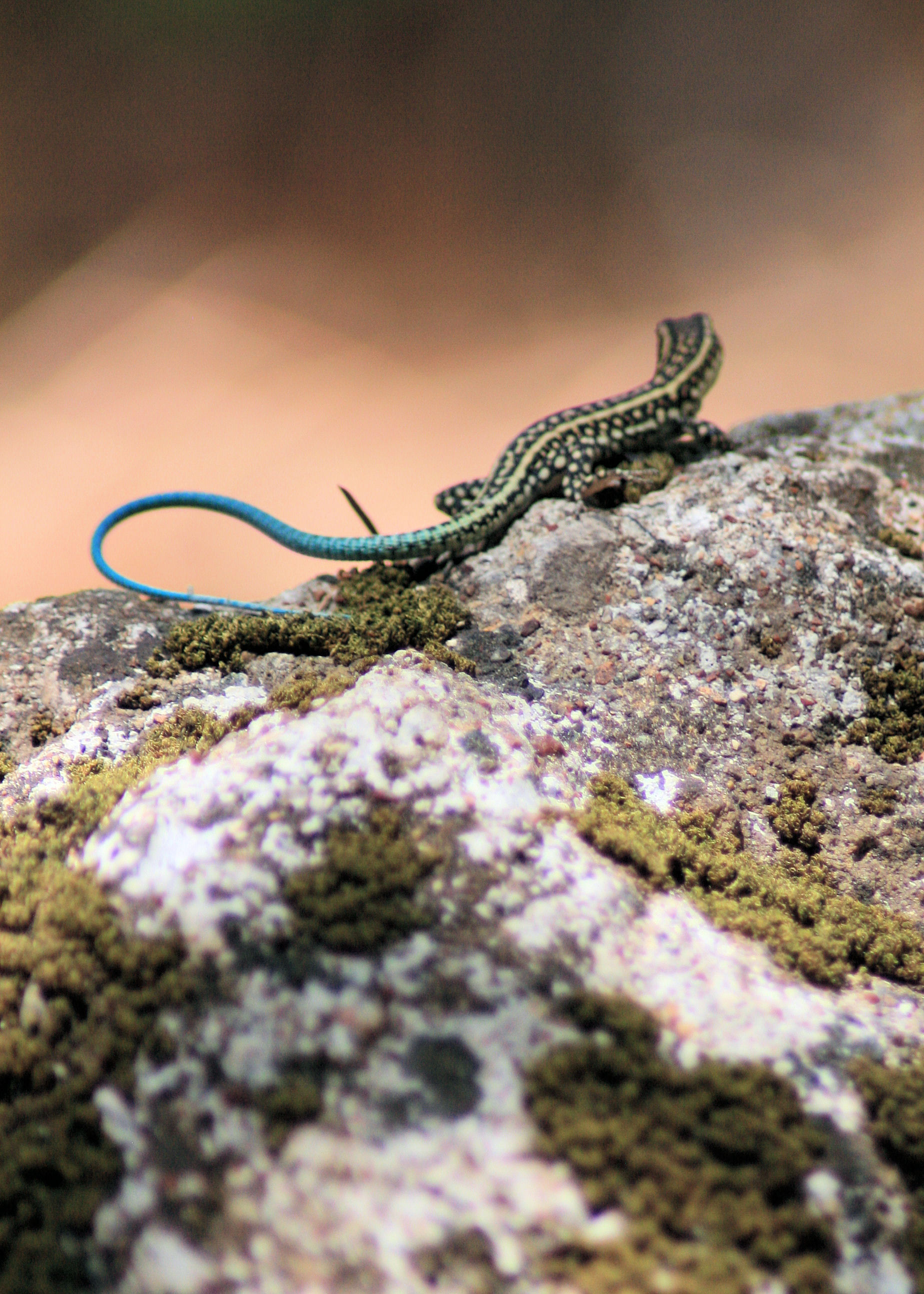
Außer Schmetterlingen sind hier auch Eidechsen zu bewundern
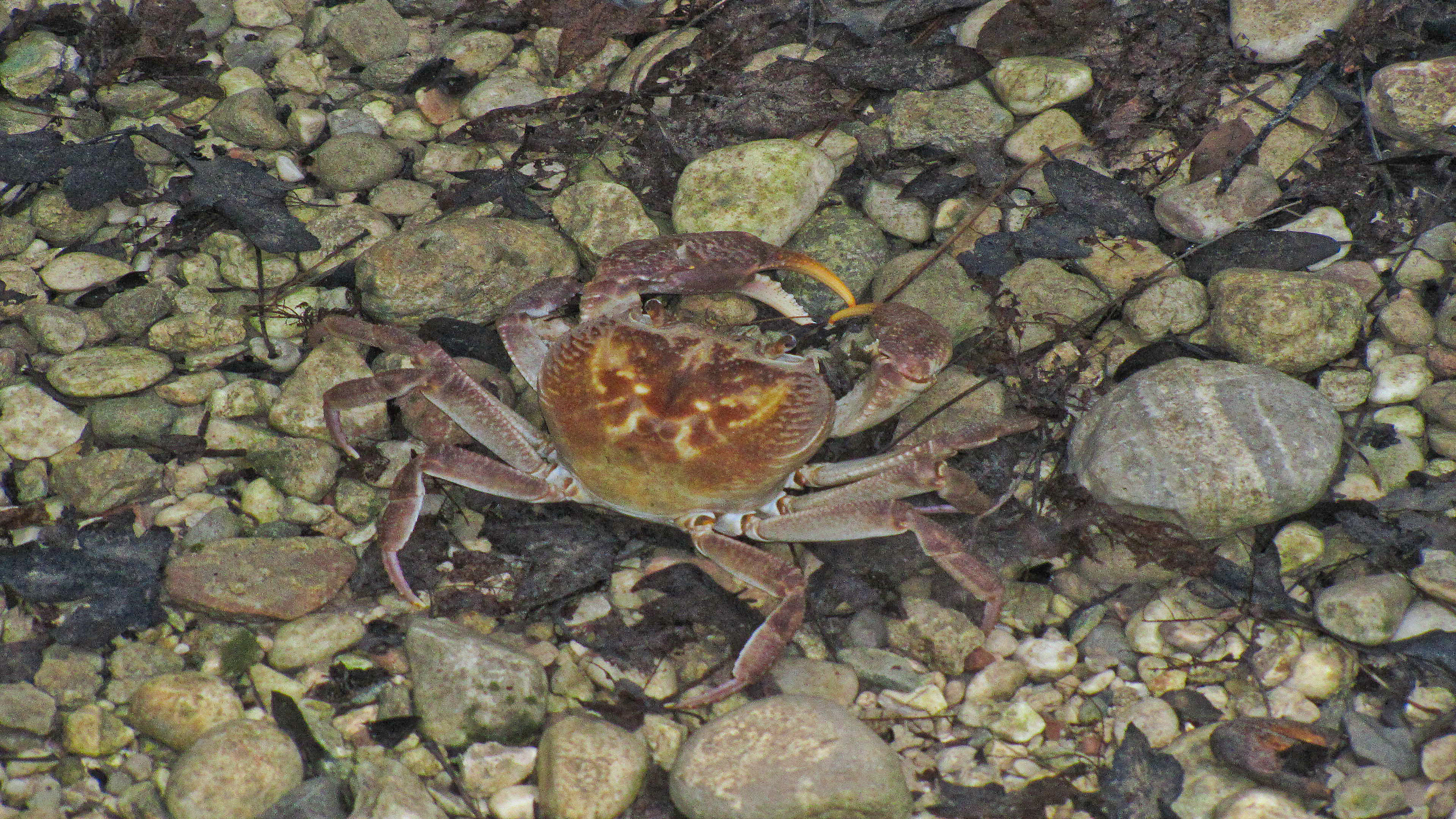
Im Bach sind diese Krabben heimisch.
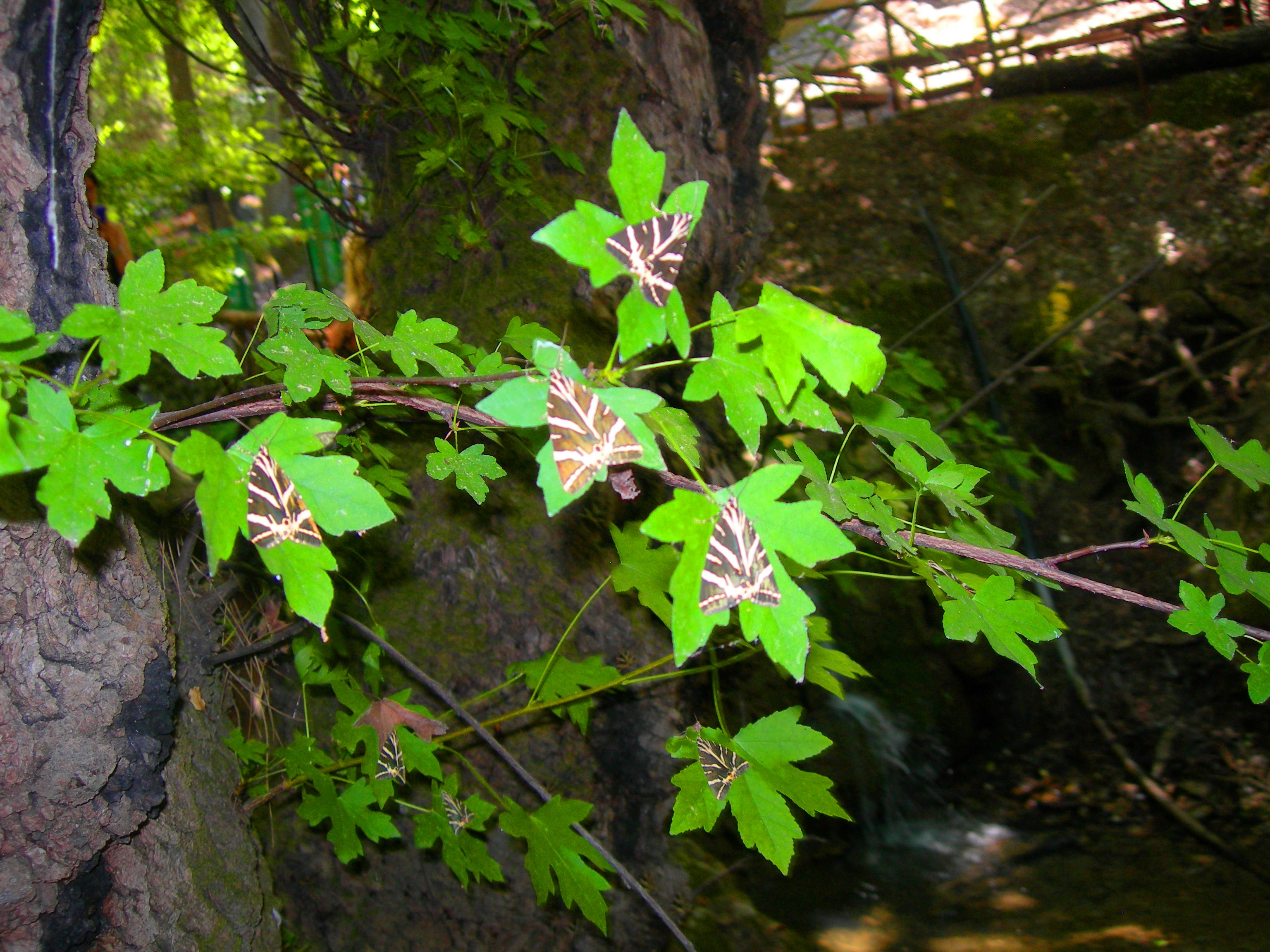
Orientalischer Amberbaum mit Schmetterlingen